# 杨家乡
杨家乡，是中华人民共和国黑龙江省黑河市北安市下辖的一个乡镇级行政单位。

## 行政区划
杨家乡下辖以下地区：
模范村、民主村、民义村、新荣村、李家村、和平村和杨家村。